# Chiesa di San Tommaso (Canelli)
La chiesa parrocchiale di San Tommaso è una chiesa di Canelli in provincia di Asti ed è consacrata a San Tommaso.

## Storia e descrizione
Già documentata in atti pubblici del XII secolo, la chiesa attuale fu in gran parte ricostruita nel corso della seconda metà del XVII secolo, e ampliata alla fine dell'Ottocento con l'aggiunta del tiburio, del presbiterio e dell'abside. Conserva al suo interno interessanti arredi e tele dipinte d'epoca barocca. Di notevole importanza, nella navata destra, la tela della Natività di Sebastiano Taricco, la monumentale pala dell' Assunta del 1785 attribuita al moncalvese Carlo Gorzio; la tela dell' Immacolata Concezione del pittore canellese Giancarlo Aliberti (1670-1727). Nella navata sinistra gli stucchi barocchi delle cappelle laterali del XVII secolo, la tela del Transito di San Giuseppe, dell'Aliberti, le bellissime sculture marmoree rinascimentali nella cappella del battistero, provenienti dal mausoleo funerario, poi smembrato, dei marchesi Scarampi signori del luogo.
La chiesa era "tempio civico" in quanto eretta a spese del Comune: per questo motivo sull'alto campanile svetta ancora oggi l'emblema del Cane, da oltre mezzo millennio stemma e simbolo della Città.